# .bz
Pour les articles homonymes, voir BZ.
.bz est le domaine de premier niveau national (country code top level domain : ccTLD) réservé au Belize.